# La Chapelle-Bayvel
La Chapelle-Bayvel é uma comuna francesa na região administrativa da Normandia, no departamento de Eure. Estende-se por uma área de 4,85 km². Em 2010 a comuna tinha 384 habitantes (densidade: 79,2 hab./km²).